# Червоний лотос
«Червоний лотос» — фільм 2008 року.

## Сюжет
У невеликому місті убитий один із найвідоміших людей в окрузі. Цей злочин тривожить досить тихе місце. Під підозрою виявляється особа, яка фігурувала у скандальній історії, пов'язаній із убитим. Та у процесі розслідування з'ясовуються цікаві обставини, із яких випливає, що вбивство — лише частина скоєного злочину.